# Giuseppe Sculli
Giuseppe Sculli (* 23. März 1981 in Locri (RC)) ist ein italienischer ehemaliger Fußballspieler. Er war Stürmer  und ist ein Enkel von Giuseppe Morabito, einem Superboss der kalabresischen Mafiaorganisation ’Ndrangheta.

## Karriere

### Im Verein
Giuseppe Sculli begann seine Karriere in der Jugendabteilung von Juventus Turin. Im Jahr 2000 wechselte er in den Profikader und wurde seither an verschiedene Vereine ausgeliehen, um Erfahrung zu sammeln.
Zuerst spielte er beim FC Crotone, wo er regelmäßig zum Einsatz kam und sich nach zwei Spielzeiten für die Serie A empfahl. Die Saison 2001/02 bestritt er beim FC Modena und war wiederum Stammspieler.
Für die Saison 2003/04 wurde er von Juve zu Chievo Verona geschickt, wo er sich jedoch nicht nachhaltig durchsetzen konnte. Die folgende Spielzeit verbrachte Sculli bei Brescia Calcio, wo er zwar Stammkraft war, aber den Abstieg nicht verhindern konnte.
Die Spielzeit 2005/06 bestritt er beim Aufsteiger FC Messina, wo er regelmäßig zum Einsatz kam und mit der Mannschaft Abstieg aus der Serie A gerade noch vermeiden konnte. Im Sommer 2006 sah es dann so aus, als würde er in der kommenden Saison seine erste Spielzeit in der Profimannschaft von Juventus Turin bestreiten, die auf Grund des Manipulationsskandals 2005/06 in die Serie B absteigen mussten und dadurch viele Stars verloren. Der Klub entschied sich jedoch noch vor Saisonbeginn, Sculli an den Ligarivalen CFC Genua auszuleihen. Nachdem Giuseppe Sculli die Saison 2006/07 bei Genoa verbracht hatte, machte der Verein am 20. Juni 2007 von seinem Vorkaufsrecht Gebrauch und verpflichtete ihn endgültig.
In der Winterpause 2010/11 wechselte er für 3,5 Mio. Euro zu Lazio Rom.

### In der Nationalmannschaft
Giuseppe Sculli durchlief bisher seit der U-15 alle Jugendnationalmannschaften und absolvierte über 50 Junioren-Länderspiele. Seinen größten Erfolg in dieser Zeit konnte er bei den Olympischen Sommerspielen 2004 in Athen feiern, als er unter Trainer Claudio Gentile die Bronzemedaille gewann.
Für die A-Nationalmannschaft kam er jedoch noch nicht zum Einsatz.

## Erfolge
- U-21-Europameister: 2004
- Olympia-Bronzemedaille: 2004